# Cá đuối bồng đỏ
Dasyatis akajei là một loài cá đuối trong họ dasyatidae, được tìm thấy ở tây bắc Thái Bình Dương gồm Nhật Bản, Hàn Quốc, và Trung Quốc.